# Cerco de Bintão
O Cerco de Bintão de 1526 foi uma operação militar em que as forças portuguesas comandadas por D. Pedro Mascarenhas sitiaram, atacaram e arrasaram a cidade de Bintão, capital do antigo senhor de Malaca, o sultão Mamude.

## Contexto
Os portugueses encontravam-se em guerra com o sultão Mamude de Malaca desde 1509. Em 1511 o governador da Índia Afonso de Albuquerque conquistou-lhe a sua capital, a grande cidade de Malaca, que controlava estratégico Estreito de Malaca. O sultão sobreviveu à batalha e retirou-se com as suas tropas para Bintão, reino insular que usurpou; ali construiu uma nova cidade e uma frota de guerra, com a qual continuamente assediava Malaca e a navegação dos portugueses no Estreito.
O capitão de Malaca, D. Pedro de Mascarenhas, já antes enviara uma frota de navios de remo para bloquear a cidade de Bintão.
Promovido pelo rei D. João III a governador da Índia em 1526 mas preso em Malaca devido aos ventos contrários, o capitão decidiu aproveitar o grande número de soldados que havia na cidade para pôr termo à ameaça que o sultão Mamude representava.
Em primeiro lugar o capitão pôs em circulação o boato de que se preparava para construir uma fortaleza no Estreito de Sunda. Partiu de Malaca a 23 de Outubro de 1526 com um galeão, uma nau grande, duas naus pequenas, duas caravelas, uma galé, uma galeota, cinco fustas e dois bateis equipados com paveses e artilhados com pesados camelos, canhões de elevado calibre, e na frota transportava cerca de 600 soldados portugueses. Apoiavam-nos um número de "escravos de peleja" que ficou por registar e 400 auxiliares malaios, comandados por Tuão Mafamede.

## O cerco
A cidade de Bintão situava-se sobre uma pequena ilha ligada por uma ponte fortificada a uma ilha maior em forma de crescente que a rodeava. Os portugueses constataram que as defesas de Bintão passavam pelos pântanos de mangue que inviabilizavam os desembarques ou tornavam-nos arriscados, complementados por um fosso que rodeava a cidade, estacas de madeira afiadas e envenenadas, e uma alta estacada equipada com artilharia. Os navios de maior calado como os galeões e as naus só conseguiam aproximar-se da cidade por um estreito canal de águas mais profundas mas que se encontrava barrado por centenas de estacas, encastradas em pedras semelhantes a mós, enterradas no lodo, que só permitia passar entre elas os navios pequenos, em ziguezague. Num pequeno outeiro no meio da cidade situava-se o palácio fortificado do sultão Mamude, protegido por outra estacada. A frota do sultão, porém, encontrava-se reduzida a 20 unidades que haviam sobrevivido à recente Batalha de Linga contra os portugueses.
Ainda que o Mascarenhas pudesse tomar a cidade de assalto com recurso aos seus navios ligeiros a remo, optou por uma abordagem mais segura, mas mais demorada, de retirar as centenas de estacas que bloqueavam o canal e permitir que os navios pesados se aproximassem e bombardeassem a cidade antes de a conquistarem.

### A aproximação à cidade

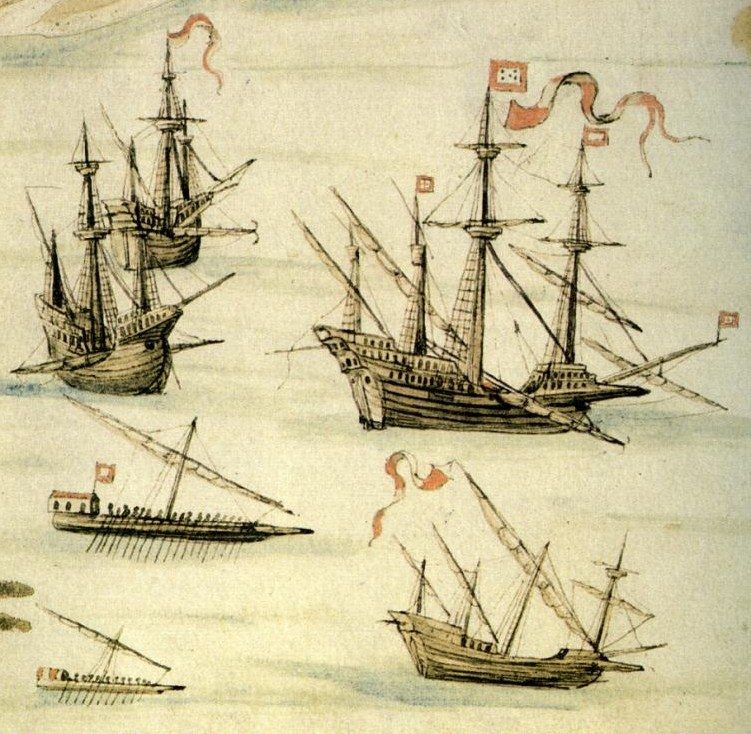
Navios portugueses ilustrados por D. João de Castro no Roteiro do Mar Roxo de 1540.

Os portugueses começaram por bombardear uma estacada artilhada que o sultão Mamude mandara construir sobre uma ilha à entrada do canal, tarefa que foi feita pelo galeão, uma nau e os dois bateis protegidos com paveses, cobertos com grossos tapetes de corda. Iniciado o bombardeamento, a guarnição malaia da estacada respondeu disparando a sua própria artilharia mas esta era mais ligeira que a dos portugueses. Vendo-se incapazes de causar estragos aos navios dos portugueses, as tropas do sultão abandonaram a ilha após uma hora de duelo e os portugueses capturaram ali 20 peças de artilharia. No dia seguinte, os portugueses procederam de forma igual contra outra estacada localizada noutra ilha e que foi também abandonada pelos malaios após um breve combate.
Neutralizadas as baterias de artilharia malaias, os portugueses deitaram mãos à obra a retirar as centenas de estacas que impediam o avanço dos grandes navios, feitas de uma madeira chamada pelos portugueses "pau-ferro", sob fogo da artilharia do sultão instalada na cidade mas cujo tiro era errático e causava poucos feridos.
Para arrancar as estacas foram construídas no galeão, na nau e numa das caravelas fortes gavietes, espécie de braços salientes com uma roldana; cada estaca era amarrada a um cabo ligado ao cabrestante e puxada, operação morosa e fatigante que demorava 30 minutos por estaca e só podia ser executado durante a maré cheia.
Passados dez dias, os portugueses foram atacados por uma esquadra de 30 lancharas e 2000 homens enviados por um aliado do sultão Mamude, o sultão de Pão, que por então também se encontrava em guerra com os portugueses. Esta frota combateu com as galeotas, fustas, lancharas e calaluzes dos portugueses mas após um breve combate deram meia volta e bateram em retirada, tendo os malaios perdido 18 lancharas que vararam em terra para os portugueses.
Passados 24 dias, todas as estacas haviam já sido retiradas e os portugueses ancoraram a sua frota perto do principal baluarte que defendia a cidade e a ponte.

### Batalha dentro do canal
Muito cedo pela manhã seguinte, as lancharas do sultão, comandadas pelo seu almirante em pessoa, atacaram de surpresa uma galé e uma caravela dos portugueses, que se encontravam ancoradas mais próximas da cidade. Os dois navios foram aferrados e abordados, porém os guerreiros malaios viram-se incapazes de dominá-los antes de chegar D. Pedro Mascarenhas em pessoa com 20 soldados numa pequena embarcação, que atacou as lancharas com granadas de pólvora e os bateis equipados com artilharia pesada. Os malaios foram obrigados a fugir e 13 lancharas foram apresadas; entre os mortos contava-se o almirante do sultão.

### Conquista da cidade

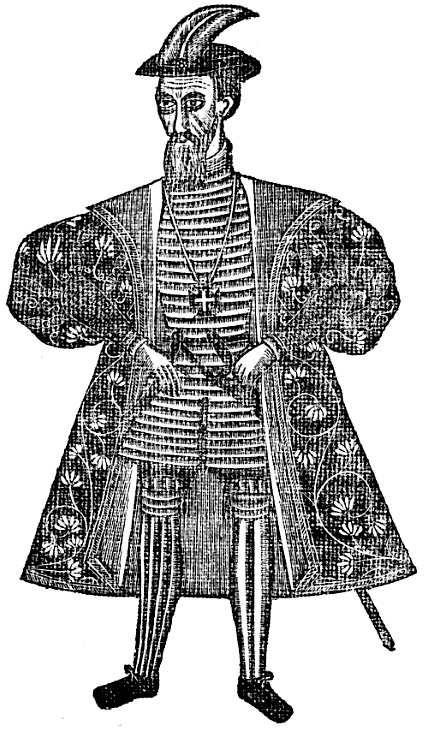
D. Pedro Mascarenhas.

Durante o combate fugiu para o lado dos portugueses um rapaz malaio oriundo de Malaca, que indicou ser mais fácil atacar a cidade pela ponte, informação confirmada por um prisoneiro português que naquela noite fugiu da cidade, por entre o lodo e ainda com grilhetas nos pés.
Com base nestas informações D. Pedro Mascarenhas elaborou um plano para o assalto final que envolvia uma manobra de diversão. Muito cedo na manhã seguinte, o Mascarenhas desembarcou 100 soldados portugueses e 300 auxiliares malaios na ilha em que se situava a cidade de Bintão e, sob a protecção da artilharia dos navios, construiram uma tranqueira ou barricada com pipas cheias de terra, equipada com berços e falcões, peças ligeiras de artilharia, na praia a oeste da cidade. Crendo os malaios que os portugueses se preparavam para atacar por ali, concentraram as suas tropas no baluarte que defendia a cidade por aquele lado.
Por volta da meia-noite, porém, o Mascarenhas embarcou em pessoa com 300 soldados portugueses, 100 escravos de peleja e em silêncio e na escuridão desembarcaram todos no lodo da ilha em formato de crescente a norte do canal, que por vezes os cobria até à cintura, guiados pelo rapaz de Malaca e pelos prisioneiros fugitivos de Bintão. Atravessaram depois a faixa de mangue por entre as raízes e ramos até chegarem a terra firme. 
Chegada a alvorada, D. Pedro Mascarenhas e os portugueses atacaram a tranqueira que defendia a entrada para a ponte do lado ocidental com o lançamento de granadas de pólvora e os seus poucos defensores, apanhados de surpresa, foram rapidamente obrigados a fugir para a cidade assim que começaram a entrar os portugueses. Entretanto, a frota abriu fogo sobre a cidade e os seus tripulantes desembarcarm ao som das trombetas, que dirigiu para aquele lado e para longe da ponte as tropas do sultão. A cidade de Bintão foi então atacada pela ponte e quando os malaios se aperceberam que os portugueses estavam a entrar por ali, tentaram fazer-lhes frente mas foram atacados pelos que esperavam na tranqueira na praia. A Até os marinheiros participaram no assalto atirando granadas de pólvora e por volta das 10 da manhã já a cidade tinha sido completamente tomada.

## Rescaldo

Bandeira naval e de guerra com a Cruz da Ordem de Cristo.

Não morreu nenhum português na tomada de Bintão. A conquista de Bintão foi um dos feitos mais espectaculares da História militar portuguesa, tendo D. Pedro aniquilado as forças inimigas e alcançado totalmente todos os objectivos.
Os portugueses capturaram na cidade ricos despojos, entre os quais se incluiam 300 peças de artilharia. A cidade foi depois incendiada. As ilhas de Bintão foram devolvidas ao seu antigo sultão, que aceitou tornar-se um vassalo ou aliado de Portugal.
O Sultão Mamude escapou à destruição da sua cidade e fugiu para a ilha grande. Poucos dias depois da tomada da cidade chegou a Bintão um aliado dos portugueses, o Sultão de Linga, com 18 lancharas e calaluzes, que ajudou a tentar capturar o Sultão em fuga mas sem sucesso.
Nos arredores da cidade os portugueses capturaram, porém, grande parte da Corte do sultão, os seus servidores, o seu harém e parte do seu tesouro real, tendo ali sido mortos muitos que não conseguiram fugir a tempo. O harem foi oferecido ao sultão de Linga. D. Pedro Mascarenhas manteve-se em Bintão durante 15 dias, a capturar e a dividir os despojos, a organizar a viagem de regresso e a organizar expedições para procurar os guerreiros fugitivos do sultão, porém os portugueses descobriram ser impossível persegui-los pela selva dentro.
O sultão escapou por entre a selva e fugiu para Campar, em Sumatra, tendo ali morrido dois anos mais tarde.
A derrota do antigo sultão de Malaca em Bintão impressionou muitos senhores e sultões do sudoeste Asiático, em torno do Estreito de Malaca e muitos enviaram embaixadas aos portugueses a requerer a assinatura de tratados, o que rendeu a Malaca muitos anos de prosperidade.